# Sofía Cairó
Sofía Cairó (* 8. Oktober 2002 in Buenos Aires) ist eine argentinische Hockeyspielerin. Sie gewann mit der argentinischen Nationalmannschaft 2024 die olympische Bronzemedaille. 2023 siegte sie bei den Panamerikanischen Spielen.

## Sportliche Karriere
Sofía Cairó belegte bei der 2022 nachgeholten Juniorenweltmeisterschaft mit der argentinischen Mannschaft den fünften Platz. 2023 verloren die argentinischen Juniorinnen bei der panamerikanischen Juniorenmeisterschaft im Shootout des Finales gegen das US-Team. Ende 2023 erreichte Cairó mit der argentinischen Juniorinnenauswahl das Finale bei den Juniorenweltmeisterschaften. Die Argentinierinnen verloren das Finale im Shootout gegen die Niederländerinnen.
Im Mai 2022 debütierte Sofía Cairó in der Nationalmannschaft. Im Juli 2022 gehörte sie zur argentinischen Mannschaft, die bei der Weltmeisterschaft 2022 den zweiten Platz belegte, allerdings wurde Cairó nicht eingesetzt. Drei Monate später bei den Südamerikaspielen unterlagen die Argentinierinnen im Finale der chilenischen Mannschaft im Shootout.
Bei den Panamerikanischen Spielen 2023 in Santiago de Chile gewannen die Argentinierinnen im Finale mit 2:1 gegen die Mannschaft aus den Vereinigten Staaten. Im Jahr darauf bei den Olympischen Spielen 2024 in Paris wirkte Cairó in allen acht Spielen mit. Die Argentinierinnen besiegten im Viertelfinale die deutsche Mannschaft im Shootout. Im Halbfinale unterlagen sie den Niederländerinnen. Das Spiel um die Bronzemedaille gewannen die Argentinierinnen gegen die belgische Mannschaft im Shootout, wobei Cairó den letzten Treffer im Shootout verwandelte.
Die Mittelfeldspielerin Sofía Cairó bestritt bis zum 9. August 2024 35 Länderspiele für Argentinien. Auf Vereinsebene spielte sie 2024 bei Mariano Moreno.